# 徐縉
徐縉（1479年—1545年），字子容，號崦西，留守後衛軍籍，直隸蘇州府吳縣人，明朝政治人物。官至吏部左侍郎。

## 生平
弘治十一年（1498年）戊午科順天府鄉試第十五名舉人。二十七歲中式弘治十八年（1505年）乙丑科會試第二百三名，二甲第十六名進士。考选翰林院庶吉士，正德二年（1507年）十月授翰林院编修，十一年六月升侍读，世宗继位，充经筵官，嘉靖元年（1522年）九月守制回籍。服阕，四年五月復除原职。六年六月升詹事府少詹事、掌院事，十月升礼部右侍郎，仍旧经筵日讲官。七年三月改任吏部右侍郎，经筵日讲如故，九年十二月升本部左侍郎，十年闰六月被都察院历事监生詹某論奏，黜为民。後赠礼部尚书，谥号文敏。

## 著作
著有《徐文敏公集》。

## 家族
曾祖徐儀；祖父徐震，遇例冠帶；父徐潮，七品散官。嫡母沈氏；生母王氏（1454年-1542年），封太淑人。慈侍下，弟徐紳。弟徐紳。